# Ermin Bičakčić
Ermin Bičakčić (ur. 24 stycznia 1990 w Zvorniku) – piłkarz bośniacki grający na pozycji środkowego obrońcy. Od lipca 2014 jest zawodnikiem klubu TSG 1899 Hoffenheim.

## Kariera klubowa
Swoją karierę piłkarską Bičakčić rozpoczął w 1995 roku w amatorskim klubie SpVgg Möckmühl. W 2005 roku podjął treningi w FC Heilbronn, a w 2006 roku - w VfB Stuttgart. W 2009 roku awansował do rezerw Stuttgartu, w których występował do 2011 roku. W dorosłym zespole Stuttgartu rozegrał jeden mecz, 19 grudnia 2010, przegrany 3:5 z Bayernem Monachium.
W styczniu 2012 roku Bičakčić przeszedł za kwotę 100 tysięcy euro do Eintrachtu Brunszwik. Zadebiutował w nim 5 lutego 2012 w przegranym 1:2 wyjazdowym meczu z Eintrachtem Frankfurt. W sezonie 2012/2013 awansował z Eintrachtem z 2. Bundesligi do Bundesligi. Z kolei w sezonie 2013/2014 spadł z klubem z Brunszwiku do 2. Bundesligi.
Po spadku Eintrachtu Bičakčić podpisał kontrakt z TSG 1899 Hoffenheim, do którego przeszedł za sumę miliona euro.
| Sezon   | Klub                | Kraj   | Rozgrywki     | Mecze | Bramki |
| ------- | ------------------- | ------ | ------------- | ----- | ------ |
| 2009/10 | VfB Stuttgart II    | Niemcy | 3. Liga       | 12    | 0      |
| 2010/11 | VfB Stuttgart       | Niemcy | Bundesliga    | 1     | 0      |
| 2010/11 | VfB Stuttgart II    | Niemcy | 3. Liga       | 10    | 0      |
| 2011/12 | VfB Stuttgart II    | Niemcy | 3. Liga       | 1     | 0      |
| 2011/12 | Eintracht Brunszwik | Niemcy | 2. Bundesliga | 15    | 1      |
| 2012/13 | Eintracht Brunszwik | Niemcy | 2. Bundesliga | 33    | 3      |
| 2013/14 | Eintracht Brunszwik | Niemcy | Bundesliga    | 31    | 1      |
| 2014/15 | TSG 1899 Hoffenheim | Niemcy | Bundesliga    | 24    | 1      |
| 2015/16 | TSG 1899 Hoffenheim | Niemcy | Bundesliga    | 21    | 0      |
| 2016/17 | TSG 1899 Hoffenheim | Niemcy | Bundesliga    | 18    | 1      |
| 2017/18 | TSG 1899 Hoffenheim | Niemcy | Bundesliga    | 9     | 0      |
| 2018/19 | TSG 1899 Hoffenheim | Niemcy | Bundesliga    | 21    | 1      |

## Kariera reprezentacyjna
W 2008 roku Bičakčić rozegrał 1 mecz w reprezentacji Niemiec U-18. W 2009 roku zdecydował się reprezentować Bośnię i Hercegowinę i grał wówczas w jej kadrze U-19. W dorosłej reprezentacji zadebiutował 14 sierpnia 2013 w przegranym 3:4 towarzyskim meczu ze Stanami Zjednoczonymi, rozegranym w Sarajewie.